# Discografia di Emilia
La discografia di Emilia, cantautrice argentina, è costituita da due album in studio, un album dal vivo, trentuno singoli e venti video musicali pubblicati dal 2019.

## Album

### Album in studio
| Anno                                                                                               | Titolo | Classifiche | Classifiche | Certificazioni |
| Anno                                                                                               | Titolo | ARG         | ESP         | Certificazioni |
| -------------------------------------------------------------------------------------------------- | --- | ----------- | ----------- | -------------- |
| 2022                                                                                               | ¿Tú crees en mí? - Pubblicato: 31 maggio 2022 - Etichetta: Sony Music Latin - Formati: Download digitale, streaming | —           | 49          | - ARG: Platino |
| 2023                                                                                               | MP3 - Pubblicato: 2 novembre 2023 - Etichetta: Sony Music Latin - Formati: CD, download digitale, streaming         | 2           | 9           |                |
| "—" indica una pubblicazione che non si è classificata o che non è stata pubblicata in quel Paese. | |             |             |                |

### Album dal vivo
| Anno | Titolo |
| ---- | --- |
| 2022 | Emilia en vivo - Pubblicato: 28 ottobre 2022 - Etichetta: Sony Latin - Formati: Download digitale, streaming |

## Singoli

### Come artista principale
| Anno                                                                                               | Titolo                                                                                      | Classifiche | Classifiche | Classifiche | Classifiche | Classifiche | Classifiche   | Classifiche | Classifiche | Classifiche | Classifiche | Certificazioni                                                             | Album di provenienza          |
| Anno                                                                                               | Titolo                                                                                      | ARG         | BOL         | CHI         | ECU         | ESP         | EUA Latin Pop | HON         | PAR         | URU         | WW Excl.    | Certificazioni                                                             | Album di provenienza          |
| -------------------------------------------------------------------------------------------------- | ------------------------------------------------------------------------------------------- | ----------- | ----------- | ----------- | ----------- | ----------- | ------------- | ----------- | ----------- | ----------- | ----------- | -------------------------------------------------------------------------- | ----------------------------- |
| 2019                                                                                               | Recalienta                                                                                  | 68          | —           | —           | —           | —           | —             | —           | —           | 11          | —           |                                                                            | /                             |
| 2019                                                                                               | El chisme (con Ana Mena e Nio García)                                                       | —           | —           | —           | —           | —           | —             | —           | —           | —           | —           |                                                                            | /                             |
| 2019                                                                                               | No soy yo (con Darell)                                                                      | 62          | —           | 12          | 13          | —           | 38            | —           | —           | —           | —           |                                                                            | /                             |
| 2019                                                                                               | Billion                                                                                     | —           | —           | —           | —           | —           | —             | —           | —           | 14          | —           |                                                                            | /                             |
| 2020                                                                                               | Policía                                                                                     | —           | —           | —           | —           | —           | —             | —           | —           | —           | —           |                                                                            | /                             |
| 2020                                                                                               | Histeriqueo (con MYA)                                                                       | —           | —           | —           | —           | —           | —             | —           | 100         | —           | —           |                                                                            | /                             |
| 2020                                                                                               | Já é tarde (No más) (con Bianca e Cabrera)                                                  | —           | —           | —           | —           | —           | —             | —           | —           | —           | —           |                                                                            | /                             |
| 2020                                                                                               | Bendición (con Alex Rose)                                                                   | 54          | 1           | 2           | 1           | —           | 13            | 1           | 1           | 18          | —           |                                                                            | /                             |
| 2020                                                                                               | Esta noche (con FMK e Estani)                                                               | 67          | —           | —           | —           | —           | —             | —           | —           | —           | —           |                                                                            | /                             |
| 2021                                                                                               | Perreito salvaje (con Boza)                                                                 | 43          | —           | —           | —           | —           | —             | —           | —           | —           | —           |                                                                            | /                             |
| 2021                                                                                               | Como si no importara (con Duki)                                                             | 3           | —           | —           | —           | 88          | —             | —           | 11          | 16          | 126         | - ARG: Platino (4) - CHI: Oro - ESP: Platino - EUA: Oro - URU: Platino (3) | ¿Tú crees en mí?              |
| 2021                                                                                               | Rápido lento (con Tiago PZK)                                                                | 2           | —           | —           | —           | —           | —             | —           | 70          | —           | —           | - ARG: Platino (2) - EUA: Oro - URU: Platino (2)                           | ¿Tú crees en mí?              |
| 2021                                                                                               | 828 (con Aleesha)                                                                           | —           | —           | —           | —           | —           | —             | —           | —           | —           | —           |                                                                            | La patrona                    |
| 2021                                                                                               | BB (con MYA)                                                                                | 4           | —           | —           | —           | —           | —             | —           | 86          | 4           | —           | Suena MYA!                                                                 |                               |
| 2021                                                                                               | De enero a diciembre (con Rusherking)                                                       | 8           | —           | —           | —           | —           | —             | —           | —           | —           | —           | - ARG: Platino - URU: Platino                                              | /                             |
| 2022                                                                                               | Esto recién empieza (con Duki)                                                              | 9           | —           | —           | —           | —           | —             | —           | —           | —           | —           |                                                                            | Temporada de reggaetón        |
| 2022                                                                                               | Cuatro veinte                                                                               | 2           | —           | —           | —           | —           | —             | —           | —           | 3           | —           | - ARG: Platino - EUA: Oro - URU: Oro                                       | ¿Tú crees en mí?              |
| 2022                                                                                               | Intoxicao (con Nicki Nicole)                                                                | 12          | —           | —           | —           | —           | —             | —           | —           | —           | —           | - ARG: Oro - ESP: Oro - EUA: Oro                                           | ¿Tú crees en mí?              |
| 2022                                                                                               | Q-Lito (con Sael)                                                                           | —           | —           | —           | —           | —           | —             | —           | —           | —           | —           |                                                                            | El pibe (Vol.1)               |
| 2022                                                                                               | Quieres (con Aitana e Ptazeta)                                                              | 75          | —           | —           | —           | 20          | —             | —           | —           | 9           | —           | - ESP: Platino - URU: Oro                                                  | /                             |
| 2022                                                                                               | La chain                                                                                    | 19          | —           | —           | —           | —           | —             | —           | —           | 16          | —           |                                                                            | /                             |
| 2022                                                                                               | Underground                                                                                 | 33          | —           | 3           | —           | —           | —             | —           | —           | —           | —           |                                                                            | /                             |
| 2022                                                                                               | El plan (con Rusherking e L-Gante)                                                          | 52          | —           | —           | —           | —           | —             | —           | —           | —           | —           |                                                                            | /                             |
| 2023                                                                                               | En la intimidad (con Big One e Callejero Fino)                                              | 1           | 8           | —           | —           | —           | —             | —           | 7           | 10          | 78          |                                                                            | /                             |
| 2023                                                                                               | Uno los dos (con Miranda!)                                                                  | 15          | —           | —           | —           | —           | —             | —           | —           | —           | —           | Hotel Miranda!                                                             |                               |
| 2023                                                                                               | Tu recuerdo (con Wisin e Lyanno)                                                            | 60          | 15          | 6           | —           | —           | —             | —           | 75          | —           | —           | Mr. W                                                                      |                               |
| 2023                                                                                               | Jagger                                                                                      | 5           | —           | —           | —           | —           | —             | —           | —           | 15          | —           | MP3                                                                        |                               |
| 2023                                                                                               | No se ve (con Ludmilla e Zecca)                                                             | 6           | —           | 5           | 1           | 13          | 14            | —           | —           | 3           | 158         | MP3                                                                        | - ESP: Platino (4) - EUA: Oro |
| 2023                                                                                               | Los del espacio (con Lit Killah, Duki, Tiago PZK, FMK, Rusherking, María Becerra e Big One) | 1           | 11          | 9           | 22          | 4           | —             | —           | 2           | 1           | 17          | - ARG: Platino (2) - ESP: Platino (5)                                      | /                             |
| 2023                                                                                               | Nagasaki (con Polimá Westcoast)                                                             | —           | —           | —           | —           | —           | —             | —           | —           | —           | —           |                                                                            | /                             |
| 2023                                                                                               | Guerrero                                                                                    | 88          | —           | —           | —           | —           | —             | —           | —           | —           | —           | MP3                                                                        |                               |
| 2023                                                                                               | Salgo a bailar (con FMK)                                                                    | 15          | —           | —           | —           | —           | —             | —           | 52          | 9           | —           | /                                                                          |                               |
| 2023                                                                                               | GTA                                                                                         | 2           | —           | —           | —           | 62          | —             | —           | —           | —           | —           | - ESP: Oro                                                                 | MP3                           |
| 2023                                                                                               | La original (con Tini)                                                                      | 1           | 4           | 1           | 4           | 8           | 3             | —           | 7           | 2           | 83          | - ESP: Platino (2) - EUA: Oro                                              | MP3                           |
| 2024                                                                                               | Una foto (Remix) (con Mesita, Nicki Nicole e Tiago PZK)                                     | 1           | 1           | 8           | 21          | 12          | —             | —           | 24          | 4           | 22          | - ESP: Platino                                                             | /                             |
| 2024                                                                                               | Jet set (con Nathy Peluso)                                                                  | 30          | —           | —           | —           | 58          | —             | —           | —           | —           | —           |                                                                            | MP3                           |
| 2024                                                                                               | Tu y yo (con Khea)                                                                          | 26          | —           | —           | —           | —           | —             | —           | —           | 16          | —           | /                                                                          |                               |
| 2024                                                                                               | Perdonarte ¿para qué? (con Los Ángeles Azules)                                              | 1           | 3           | 11          | —           | 85          | —             | —           | 9           | 1           | 87          | /                                                                          | - ESP: Oro                    |
| 2024                                                                                               | La playlist                                                                                 | 10          | —           | —           | —           | 39          | —             | —           | —           | 11          | —           | /                                                                          |                               |
| 2024                                                                                               | Carita triste (con Ana Mena)                                                                | 23          | —           | —           | —           | 6           | —             | —           | —           | —           | —           | /                                                                          | - ESP: Platino                |
| "—" indica una pubblicazione che non si è classificata o che non è stata pubblicata in quel Paese. |                                                                                             |             |             |             |             |             |               |             |             |             |             |                                                                            |                               |

### Come artista ospite
| Anno                                                                                               | Titolo                                                                             | Classifiche | Classifiche | Classifiche | Classifiche | Classifiche | Classifiche | Classifiche | Album di provenienza |
| Anno                                                                                               | Titolo                                                                             | ARG         | BEL         | BOL         | CHI         | ECU         | NIC         | URU         | Album di provenienza |
| -------------------------------------------------------------------------------------------------- | ---------------------------------------------------------------------------------- | ----------- | ----------- | ----------- | ----------- | ----------- | ----------- | ----------- | -------------------- |
| 2019                                                                                               | Boomshakalaka (con Dimitri Vegas & Like Mike, Afro Bros, Sebastián Yatra e Camilo) | —           | —           | —           | —           | 32          | 14          | 17          | /                    |
| 2021                                                                                               | Tu debilidad (con Mati Gómez)                                                      | —           | —           | 1           | 1           | —           | —           | —           | Surreal              |
| 2022                                                                                               | Diva (con Princess Nokia)                                                          | —           | —           | —           | —           | —           | —           | —           | /                    |
| 2024                                                                                               | Alegría (con Tiago PZK e Anitta)                                                   | 11          | —           | —           | —           | —           | —           | 10          | Gotti A              |
| "—" indica una pubblicazione che non si è classificata o che non è stata pubblicata in quel Paese. |                                                                                    |             |             |             |             |             |             |             |                      |

### Singoli promozionali
| Anno | Titolo     | Album di provenienza |
| ---- | ---------- | -------------------- |
| 2020 | No más     |                      |
| 2022 | Latin Girl | ¿Tú crees en mí?     |

## Altri brani entrati in classifica
| Anno | Titolo    | Classifiche | Classifiche | Album di provenienza |
| Anno | Titolo    | ARG         | URU         | Album di provenienza |
| ---- | --------- | ----------- | ----------- | -------------------- |
| 2023 | Exclusive | 36          | 16          | MP3                  |
| 2023 | Iconic    | 67          | —           | MP3                  |
| 2023 | Facts     | 71          | —           | MP3                  |

## Altre collaborazioni
| Anno | Titolo         | Altri artisti                                      | Album di provenienza                           |
| ---- | -------------- | -------------------------------------------------- | ---------------------------------------------- |
| 2021 | Te doy mi vida | Carlos Vives, Lucas Arnau, Alex Rose, Cheo Gallego | Masters en parranda (Colombian Pop Collection) |
| 2022 | Pal perro      | FMK, Guaynaa                                       | Desde el espacio                               |

## Videografia

### Video musicali
| Anno                    | Titolo                  | Altri artisti                                                     | Regista/i                                  |
| Come artista principale | Come artista principale | Come artista principale                                           | Come artista principale                    |
| ----------------------- | ----------------------- | ----------------------------------------------------------------- | ------------------------------------------ |
| 2019                    | Recalienta              |                                                                   | Miguel Ángel González e Daniel Bethencourt |
| 2019                    | El chisme               | Ana Mena e Nio García                                             | Mauri D. Galiano                           |
| 2019                    | No soy yo               | Darell                                                            | Joaquín Cambre                             |
| 2019                    | Billion                 |                                                                   | Joaquín Cambre                             |
| 2020                    | Policía                 |                                                                   | Joaquín Cambre                             |
| 2020                    | Histeriqueo             | MYA                                                               | Martín Seipel                              |
| 2020                    | Já é tarde (No más)     | Bianca e Cabrera                                                  |                                            |
| 2020                    | Bendición               | Alex Rose                                                         |                                            |
| 2020                    | Esta noche              | FMK e Estani con Big One                                          | Martín Seipel                              |
| 2021                    | Perreito salvaje        | Boza                                                              | Martín Seipel                              |
| 2021                    | Como si no importara    | Duki                                                              | Martín Seipel                              |
| 2021                    | Rápido lento            | Tiago PZK                                                         | Facundo Ballve                             |
| 2021                    | 828                     | Aleesha                                                           | Santiago Lafee                             |
| 2021                    | BB                      | MYA                                                               | Miguel Vázquez                             |
| 2021                    | De enero a diciembre    |                                                                   | Facundo Ballve                             |
| 2022                    | Esto recién empieza     | Duki                                                              | Federico Cabred                            |
| 2022                    | Cuatro veinte           |                                                                   | Federico Cabred                            |
| Come artista ospite     |                         |                                                                   |                                            |
| 2019                    | Boomshakalaka           | Dimitri Vegas & Like Mike, Afro Bros e Sebastián Yatra con Camilo | Daniel Durán                               |
| 2021                    | Tu debilidad            | Mati Gómez                                                        | Santiago Lafee                             |